# CR Béni Thour
El CR Béni Thour es un equipo de fútbol de Argelia que milita en la División Inter-Regional, la cuarta liga de fútbol más importante del país.

## Historia
Fue fundado en el año 1990 en el vecindario de Ouargla con el nombre MC Ouargla y es uno de los pocos equipos de Argelia que han sido campeones de la Copa de Argelia sin estar en el Championnat National de Première Division, la máxima categoría del fútbol en el país, y nunca han estado en la máxima categoría. Su principal logro ha sido ganar la Copa de Argelia en la temporada 1999/2000 al vencer en la final al WA Tlemcen 2-1.
A nivel internacional han participado en 1 torneo continental, la Recopa Africana 2001, en la que fueron eliminados en la segunda ronda por el Niger Tornadoes de Nigeria.

## Palmarés
- Copa de Argelia: 1

1999/2000

## Participación en competiciones de la CAF
| Temporada | Torneo          | Ronda | Club            | Casa | Visita | Global |
| --------- | --------------- | ----- | --------------- | ---- | ------ | ------ |
| 2001      | Recopa Africana | 1     | Steve Biko FC   | 2-0  | 0-1    | 2-1    |
| 2001      | Recopa Africana | 2     | Niger Tornadoes | 1-0  | 0-2    | 1-2    |